# Oleksiy Berest
Oleksiy Pokropovich Berest (em ucraniano: Олексі́й Проко́пович Бе́рест; Vila de Horyaystivka, distrito de Lebedynskyi, Província de Carquive, 9 de março de 1921 - Rostov do Don, RSFS da Rússia, 4 de novembro de 1970) foi um Tenente do Exército Vermelho e participante da Grande Guerra Patriótica. Recebeu postumamente o título de Herói da Ucrânia em 2005, e em 2025 o título de Herói da Federação Russa.
Durante a tomada ao Reichstag, foi sob a liderança de Oleksiy que Mikhail Egorov e Meliton Kantaria, com apoio dos soldados da companhia de Ilya Syanov, cumpriram a missão de içar a Bandeira da Vitória no telhado do Reichstag em Berlim. Diferente de Egorov e Kantaria, Berest não foi condecorado com o título de Herói da União Soviética, apesar de ter sido formalmente indicado. No entanto, devido a uma falha burocrática nos documentos de recomendação, que continham erros graves como o ano de nascimento incorreto, identificação errada da unidade militar e omissões de condecorações anteriores, a indicação foi rejeitada. Em 2025, a justiça foi restaurada: por decreto do presidente da Rússia, Vladimir Putin, o título de Herói da Federação Russa foi concedido postumamente a Oleksiy Berest.

## Biografia
Oleksiy nasceu em 9 de março de 1921(embora algumas fontes incorretamente mencionem 1919) na vila de Horyaystivka, na então Província de Carquive, em uma família pobre. Seu pai, Prokop Nikiforovich Berest, era operário e marceneiro, tornando-se camponês após 1917; faleceu em 1933. Sua mãe, Khrystyna Vakumivna Berest, dona de casa e depois camponesa coletiva a partir de 1931, morreu no mesmo ano. A família teve dezesseis filhos.
Aos 12 anos, Oleksiy ficou órfão junto com oito irmãos e irmãs devido à morte dos pais durante o Holodomor de 1932–1933. Por um tempo, viveu como menor abandonado e depois foi internado em um orfanato. Completou sete anos escolares e, entre abril e agosto de 1937, trabalhou como tratorista na MTS de Chupakhivka, no distrito de Okhtyrka. De abril de 1938 a setembro de 1939, atuou como expedidor de suprimentos na Fábrica nº 183 em Carquive.
Em outubro de 1939, alistou-se voluntariamente no Exército Vermelho e participou da Guerra Soviético-Finlandesa.
Durante a Grande Guerra Patriótica, Oleksiy percorreu o caminho de soldado raso até vice-comissário político do batalhão no 756.º Regimento de Fuzileiros da 150.ª Divisão de Rifles. Em março de 1942, ingressou no Partido Comunista.
No dia 30 de abril de 1945, sob ordens do coronel F. M. Zinchenko, comandante do 756.º Regimento de Fuzileiros e primeiro comandante do Reichstag, o tenente Oleksiy Berest liderou a missão de içar a bandeira do Conselho Militar do 3.º Exército de Choque sobre a cúpula do edifício do Reichstag. Na madrugada de 2 de maio, disfarçado com o uniforme de um coronel soviético, Oleksiy negociou pessoalmente a rendição do restante do guarnição alemã no Reichstag.
Por sua "coragem e bravura excepcionais demonstradas em combate", foi indicado em 3 de agosto de 1946 para receber o título de Herói da União Soviética. No entanto, em 22 de agosto de 1946, recebeu apenas a Ordem do Estandarte Vermelho.
Após a guerra, Berest atuou como organizador partidário de um batalhão de artilharia independente e secretário do comitê do partido do 31.º Batalhão de Comunicações Independente.
Em janeiro de 1946, em Rostov-do-Don, casou-se com Liudmila Fiodorivna Yevseeva, uma enfermeira de 19 anos que ele conheceu enquanto se tratava em um hospital militar da cidade, onde havia sido internado com suspeita de tifo após visitar suas irmãs na vila natal de Horyaystivka, no Oblast de Sumy. No dia seguinte ao casamento, Oleksiy voltou ao serviço na Alemanha, levando Liudmila com ele clandestinamente em um trem, atravessando fronteiras ilegalmente.
Segundo uma versão, para silenciá-lo e afastá-lo de qualquer destaque ou apoio, foi emitida uma ordem acusando-o de ter uma doença venérea. A ideia seria retirá-lo de cena durante as comemorações do primeiro aniversário da Vitória. A ordem nº 209 do 3.º Exército de Choque, datada de 23 de abril de 1946, dizia:
"Os seguintes comissários políticos são dispensados de suas funções por se retirarem para tratamento prolongado em hospital especial devido à infecção por sífilis:
...2. Tenente Oleksiy Prokopovich Berest — organizador do partido da 652.ª Divisão de Reconhecimento Independente do 7.º Corpo de Fuzileiros."
No dia seguinte, o subcomandante político do 303.º Corpo de artilharia, tenente-coronel Rybin, respondeu ao comandante político do 7.º corpo, coronel Bordovsky:
"Informo que o tenente Oleksiy Prokopovich Berest, organizador do partido do 652.ª Divisão do 303.º Corpo de Artilharia, não contraiu nenhuma doença venérea durante seu tempo de serviço na brigada. Em janeiro de 1946, durante sua licença, foi diagnosticado com tifo e tratado no hospital militar de Rostov do Don, onde se casou com uma enfermeira. Ao retornar à unidade, apresentou atestado confirmando o tratamento de tifo."
Em 1948, nasceu a filha do casal, Irina, na cidade de Sebastopol.
Naquele mesmo ano, Berest deixou o serviço militar, onde atuava como vice-chefe político do centro de comunicações da Frota do Mar Negro, em Sebastopol. De acordo com os registros oficiais, foi dispensado por “bigamia”. Em inquérito realizado em 11 de agosto de 1948, concluiu-se que o tenente Berest, casado oficialmente desde 16 de setembro de 1939 com Ielena Akimivna Kotenko, contraiu novo matrimônio com Liudmila Fiodorivna Yevseeva em 8 de janeiro de 1946, sem se divorciar da primeira esposa.
Decidiu-se levá-lo a julgamento perante o tribunal de honra dos oficiais subalternos da seção de comunicações da Frota do Mar Negro. Seu comandante escreveu uma avaliação oficial:
"Bebe com subordinados, toma dinheiro emprestado de sargentos sob seu comando, se recusa a frequentar a Universidade de Marxismo-Leninismo e já demonstrou insatisfação com dificuldades econômicas."
Após ser dispensado das Forças Armadas, Berest mudou-se para a terra natal de sua esposa, Liudmila Fedorivna — o vilarejo de Pokrovske, no distrito de Neklinovsky, Oblast de Rostov. Trabalhou como presidente da Sociedade Voluntária de Apoio à Marinha no distrito Proletarsky, vice-diretor de uma Estação de Máquinas e Tratores (MTS) em Orlovsky, diretor político de outra MTS e depois como diretor do departamento de cinematografia de Neklinovsky. Nesse último cargo, foi acusado de desvio de recursos e, apesar de testemunhos em sua defesa, foi condenado em 14 de abril de 1953 a 10 anos de prisão. Pela anistia de 27 de março de 1953, a pena foi reduzida à metade.
Após ser libertado antes do tempo — três anos e dois meses depois da prisão(ou, segundo outra versão, dois anos e seis meses), Oleksiy voltou a Rostov do Don, no povoado de Frunze, em dezembro de 1955. Foi totalmente reabilitado, readmitido no Partido Comunista e teve sua ficha criminal anulada.
Nos anos seguintes, trabalhou em diversos empregos simples e manuais: foi carregador na moagem de grãos nº 3 (1955–1956), operário de laminação numa fundição da “Glavprodmash” (1956–1959), jateador, transportador e mecânico na fundição da “Rostselmash” (1959–1965), carregador e expedidor na cervejaria “Zarya” (1965–1966), montador na Fábrica nº 1 (1966), expedidor no entreposto do Segundo Truste de Refeitórios (1966–1967), vice-chefe do refeitório nº 68 (1967–1969), mecânico de caldeira na unidade DU-41 (1969) e, por fim, carregador do setor de vendas da Fábrica de Doces de Rostov (1969–1970).
Em 1960, tornou-se personagem do conto “Coronel Berest”, de Vasily Subbotin, que romantizava sua figura como oficial heroico. Também teve sua história contada em um ensaio de Igor Bondarenko, publicado na revista Don em 1961.
Oleksiy faleceu heroicamente em 3 de novembro de 1970, ao salvar uma menina que ia ser atropelada por um trem expresso Moscou–Bacu. A ambulância demorou três horas para chegar; ele morreu por volta das 3h da manhã de 4 de novembro no hospital.
Está enterrado no Cemitério Alexandrovsky, distrito Proletarsky de Rostov do Don, onde há uma placa com os dizeres: "Participante da tomada do Reichstag".
Em 31 de outubro de 1999, o Departamento Geral de Recursos Humanos, junto ao Departamento de Educação do Ministério da Defesa da Rússia, solicitou, em caráter excepcional, que fosse analisada a concessão póstuma do título de Herói da Federação Russa a Oleksiy Berest. No entanto, em 2003, a comissão responsável rejeitou o pedido, argumentando que Berest já havia sido condecorado com altas honrarias estatais: a Ordem da Estrela Vermelha (18 de março de 1945) e a Ordem da Guerra Patriótica de 1ª classe (19 de maio de 1945).
Já em 6 de maio de 2005, por seu heroísmo e coragem demonstrados durante a Segunda Guerra Mundial — especialmente na Batalha de Berlim e na colocação da Bandeira da Vitória sobre o Reichstag —, Berest recebeu postumamente o título de Herói da Ucrânia, por decreto presidencial nº 753/2005 assinado por Viktor Yushchenko, junto com a comenda da Estrela de Ouro.

## Prêmios
- Ordem do Estandarte Vermelho[2]
- Ordem da Guerra Patriótica de 1ª classe[6]
- Ordem da Estrela Vermelha[5]
- O título de Herói da Ucrânia com a condecoração da Ordem da Estrela Dourada (6 de maio de 2005, postumamente)[1] ─ "pela coragem militar na Grande Guerra Patriótica 1941–1945, coragem pessoal e heroísmo demonstrados na operação de Berlim e na instalação da Bandeira da Vitória sobre o Reichstag"
- Medalhas[16]
- O título de Herói da Federação Russa (17 de julho de 2025, postumamente)[3] ─ "por coragem, bravura e abnegação demonstradas na luta contra os invasores nazista-fascistas durante a Grande Guerra Patriótica 1941–1945"

## Memória

### Rússia
- Em 6 de maio de 1998, Sazhi Umalatova assinou um decreto do autoproclamado Presidium Permanente do Congresso dos Deputados do Povo da URSS. O texto era breve, como a maioria das decisões com que esse órgão, criado por iniciativa própria em março de 1992 após a dissolução do Soviete Supremo da URSS, concedia condecorações: “Pelo heroísmo e coragem pessoal demonstrados na luta contra os invasores nazistas durante a Grande Guerra Patriótica, conceder postumamente a Oleksiy Prokopovich Berest o título de Herói da União Soviética.”[17]

#### Oblast de Rostov
- Em Rostov do Don, uma rua no distrito de Pervomaisky e a Escola de Ensino Médio nº 7 no distrito Proletarsky foram nomeadas em homenagem a Oleksiy Berest.
- Na entrada principal da fábrica Rostselmash foi instalada uma placa memorial, e dentro da fábrica há um busto do herói, obra do escultor Mikhail Demianenko.[18] O museu da fábrica abriga materiais sobre Berest. Outra placa foi instalada na casa onde ele viveu seus últimos anos.
- Um dos 16 relevos do complexo “Cidade da Glória Militar”, próximo ao aeroporto de Rostov do Don e inaugurado em 6 de maio de 2010, é dedicado a Berest. Nele estão retratados Berest, o Reichstag derrotado e a estação de Selymash, onde ele morreu salvando uma criança dos trilhos.[19]

Rostov-on-Don

- Em 7 de maio de 2011, foi inaugurada uma estrela com seu nome na “Calçada da Fama” de Rostov do Don.[20]
- Na vila de Pokrovskoye, distrito de Neklinovsky, onde Berest viveu, a praça central e uma rua levam seu nome.[21]
- Em 6 de maio de 2016, uma escultura de bronze com cinco metros de altura foi inaugurada em sua homenagem na praça da 353.ª Divisão de Fuzileiros em Rostov do Don.[22] O escultor foi Anatoly Sknarin.[23]
- Em 9 de março de 2021, data do centenário de nascimento de Berest, foi instalada uma placa memorial na estação Selymash.[24]

#### Moscou
- Em 21 de dezembro de 2010, na Colina Poklonnaya, em Moscou, foi inaugurado, com a presença de Vladimir Putin, o monumento “Na luta contra o fascismo estivemos juntos”, dedicado a todos os povos que derrotaram o nazismo. O monumento é um análogo simbólico (não uma cópia exata) do Memorial da Glória Militar em Cutáissi, demolido em 2009 por iniciativa de Mikheil Saakashvili. Na parte do monumento que representa a tomada ao Reichstag, há uma escultura de Oleksiy Berest.[25]

#### Beco da Glória Russa
Como parte do projeto “Beco da Glória Russa”, que prevê a instalação de esculturas e bustos de grandes personalidades da história russa em cidades da Federação Russa e em outros países, principalmente em escolas, colégios militares e unidades das Forças Armadas, foram instalados bustos padronizados de Oleksiy Berest nos seguintes locais:
- No vilarejo de Rassvet, distrito de Aksay, Oblast de Rostov, no território do Colégio de Cadetes Cossacos de Aksay, que leva o nome do atamã Danila Efremov. Em 2 de novembro de 2011, foi inaugurada no colégio uma alameda com bustos e esculturas de figuras históricas russas.[27][28]
- Em 8 de maio de 2013, na cidade de Kropotkin, no Krai de Krasnodar.[29]
- No início de novembro de 2013, na cidade de Malgobek, na República da Inguchétia,[30] e na vila de Pokrovskoye, distrito de Neklinovsky, Oblast de Rostov.[21][31]
- Em 25 de julho de 2014, na cidade de Volgogrado.[32][33]
- Em 21 de abril de 2015, na Escola nº 7 de Rostov do Don, que leva o nome de Oleksiy Berest.[34]
- Em 30 de abril de 2015, no Centro Educacional nº 1494 de Moscou, com a inauguração do busto em homenagem ao 70º aniversário da Vitória na Segunda Guerra Mundial.[35]

### Ucrânia
- Em 25 de agosto de 2005, na cidade de Okhtyrka, Oblast de Sumy, terra natal de Berest, foi inaugurado um monumento em sua homenagem no centro da cidade, durante as celebrações do 63º aniversário da libertação da cidade dos ocupantes nazistas.[15]
- Em 2009, uma rua em Sumy foi nomeada em sua homenagem, e nela foi instalada uma placa memorial.[15][36]
- Um beco na cidade de Kremenchugk, Oblast de Poltava, também recebeu seu nome.

### No cinema
- Na 5ª parte da cine-epopeia Libertação, o papel de Oleksiy Berest foi interpretado por Eduard Izotov.
- Em 1971, o estúdio de cinejornalismo de Rostov produziu o documentário “Aleksei Berest”, dirigido por Klim Lavrentiev, com roteiro de Igor Bondarenko e edição de Roman Rozenblit.

## Ligações
- Берест Алексей Прокопьевич Сайт Smolinfo.net
- Горбачёв С. П. Берлинский Маринеско
- Берест Олексій Прокопович(ucraniano)
- Присвячено Герою України Олексій Бересту(ucraniano)
- ВЫДЕРЖКИ ИЗ ДОКУМЕНТОВ о штурме рейхстага, Берлин, 30 апреля 1945 г.(ucraniano)
- ЛЕЙТЕНАНТ А. П. БЕРЕСТ В ШТУРМЕ РЕЙХСТАГА
- Эд. Поляновский. Первый над Рейхстагом // Известия №082. — 5 мая 1995.
- Алексей Поликовский (1 de fevereiro de 2015). «Берест». Новая газета